# Regimiento de Dragones de Buenos Aires
El Regimiento de Dragones de Buenos Aires (o Regimiento Fijo de Caballería de Buenos Aires) fue una unidad colonial de caballería de clase veterana del Ejército de España en el virreinato del Río de la Plata, que subsistió brevemente a la caída del poder colonial español en Buenos Aires luego de la Revolución de Mayo de 1810.
Los dragones eran soldados que, desde mediados del siglo XVI hasta principios del XIX, combatían como caballería (generalmente al ataque) y como infantería (a la defensiva normalmente).

## Creación del regimiento
Fue creado en 1772 cuando el Río de la Plata era parte del Virreinato del Perú, estaba en su mayoría conformado por españoles, pero los criollos igualmente gozaban de los mismos beneficios y privilegios que los soldados españoles. 
Para 1774 había en Buenos Aires 8 compañías de Dragones con 77 hombres cada una.

## Organización
Los oficiales se formaban ingresando como cadetes, debiendo pertenecer a la nobleza o ser hijo de un oficial (mínimamente de un capitán) o nieto de un teniente coronel como mínimo. Los soldados de la tropa eran por lo general reclutados en España, sirviendo durante 8 años. Podían provenir de un sorteo realizado en su provincia de origen o ser voluntarios enganchados o reenganchados. Otros eran reclutados como castigo a manera de deportación, aplicándose el mismo sistema para los criollos sin ocupación conocida. 
Su uniforme contaba de casaca, capa y mantilla azules, calzón, vuelta y chupa encarnada, con una pequeña solapa en la chupa, botón dorado.
El regimiento estaba constituido por 4 escuadrones, cada uno de los cuales tenía 3 compañías. Su jefe era un coronel, secundado por un teniente coronel, quien era jefe del segundo escuadrón y de una de sus compañías. 
Los dragones, dado que podían combatir montados o a pie, usaban armas como la carabina, la bayoneta, la espada y la pistola. 
Una real cédula en 1783 autorizó al virrey a crear una bandera de reclutamiento en La Coruña (Galicia), para recibir voluntarios para los regimientos de Infantería y Dragones de Buenos Aires. En 1802 los Dragones tuvieron otra bandera en Málaga.
En la relación del virrey Gabriel de Avilés y del Fierro a su sucesor Joaquín del Pino, escribió el 21 de mayo de 1801: El Regimiento de Dragones que, en su formación fué de cuatro escuadrones, hoy se halla bien diminuto. Indicando también que todo el regimiento se hallaba en la Banda Oriental.
Según un informe de Félix de Azara de 1801, este regimiento debía contar con 721 plazas europeas, de acuerdo a lo dispuesto en su erección.
En 1803 el coronel era el brigadier José de la Quintana, el teniente coronel era el coronel Manuel Gutiérrez, y el sargento mayor el coronel José María Calazeyte.
En 1809 estaban en la guarnición de Buenos Aires 27 jefes y 202 soldados del regimiento.

## Campañas militares previas a las invasiones inglesas
El 7 de noviembre de 1773 el entonces gobernador Vértiz de Buenos Aires salió de campaña desde Montevideo por la frontera de la Banda Oriental con el Brasil, llevando entre sus fuerzas 160 hombres del Regimiento de Dragones de Buenos Aires.
En 1781 fue enviada al Alto Perú por el virrey Vértiz una fuerza al mando de Ignacio Flores para colaborar en la sofocación de la rebelión de Túpac Amaru II. Formaban parte de la expedición soldados del Regimiento de Dragones de Buenos Aires.
Desde 1784, al dar comienzo en Buenos Aires por órdenes del virrey Juan José de Vértiz y Salcedo la Causa de Oruro, este regimiento estuvo a cargo de la custodia de los reos de la rebelión de 1781 en Oruro, que se había gestado en forma paralela y simultánea con la rebelión de Túpac Amaru II, aunque luego, debido a su contenido social fuertemente criollo, había seguido su propio curso insurgente. La custodia por parte del Regimiento de Dragones de los llamados calabozos de Oruro, situados en la actual Manzana de las Luces, duró toda la larga causa finalizada en 1801.

## Invasiones inglesas
Ante la inminencia de una invasión Británica, el Virrey Rafael de Sobre Monte trasladó a Montevideo a las escasas fuerzas veteranas de Buenos Aires (entre ellas a los Dragones), creyendo que esa ciudad sería el blanco del ataque. En Buenos Aires convocó a las milicias, que no pudieron resistir a los invasores que tomaron la ciudad. En julio de 1806 el gobernador de Montevideo, Pascual Ruiz Huidobro, organizó las fuerzas que comandó Santiago de Liniers para liberar la capital, formando parte de la Fuerza Expedicionaria, según la relación firmada por Liniers en Colonia el 3 de agosto, 3 compañías del Regimiento de Dragones de Buenos Aires al mando del coronel Agustín de Pinedo con 216 hombres. Esa fuerza, reducida a 196 hombres, estaba de guarnición en Buenos Aires en octubre de 1806 al mando de Florencio Núñez. Producida la reconquista de la ciudad, el comandante de la unidad, Capitán Agustín Arenas, participó en la Junta de Guerra presidida por Liniers que decidió convocar a la formación de las milicias permanentes de Buenos Aires.
Durante la Segunda invasión inglesa al Río de la Plata, el regimiento al mando del coronel Pinedo participó en la defensa de Montevideo el 3 de febrero de 1807, cuando las fuerzas británicas asaltaron y tomaron la ciudad.
El 7 de junio de 1807 las fuerzas españolas comandadas por Francisco Javier de Elío, procedentes de Buenos Aires, se aprestaban a asaltar Colonia del Sacramento, cuando fueron atacadas y derrotadas por el teniente coronel Denis Pack en el Combate de San Pedro. Los dragones formaban parte de la División de Elío.
El 4 de julio de 1807 se produjo el ataque británico a Buenos Aires, en la defensa de la ciudad comandada por Liniers se hallaban al mando de Núñez 100 Dragones a pie del regimiento, formando parte de la División de Reserva a cargo de Juan Gutiérrez de la Concha.
El 13 de enero de 1809 la Junta Suprema de Sevilla dispuso en nombre del Rey premiar a los oficiales de los distintos cuerpos veteranos y milicianos de Buenos Aires reconociendo los grados militares que se les había otorgado:

REGIMIENTO DE DRAGONES DE BUENOS AIRES.

Grado de Teniente Coronel.—A los Capitanes don Florencio Nuñez, don Manuel Martínez, don Ambrosio Pinedo, don Manuel Alvarez y don Mariano Larrazabal.

De Capitán.—Al Ayudante don Juan Manuel Marín, y á los Tenientes don Pedro García, don Pedro Alcántara Ruiz, don José Arenas y don Antonio Perez.

De Teniente.—A los Alféreces don Francisco Castellanos, don Juan Zamudio y don José Acebey.

De Alférez.—A los Cadetes don Enrique Martínez, don Agustín Pinedo, don Mariano Rodon y don Mariano Larrazabal.

## Alto Perú
Para sofocar las revueltas de Chuquisaca y La Paz, el virrey Baltasar Hidalgo de Cisneros envió desde Buenos Aires un contingente al mando de Vicente Nieto y del coronel de marina José de Córdoba, el que partió el 4 de octubre de 1809. Fueron organizadas tres divisiones con veteranos del Regimiento Fijo de Infantería, Dragones y de Artillería, junto con una compañía de marina y otras de patricios, arribeños, montañeses, andaluces y artilleros de la Unión, pero al llegar al Alto Perú no hizo falta que entraran en combate.

## Desde la Revolución de Mayo
Desde el 25 de mayo de 1810, las subunidades del regimiento presentes en Buenos Aires se integraron a las Provincias Unidas del Río de la Plata, manteniéndose como regimiento, pese a que su jefe (brigadier José Ignacio de la Quintana) habían apoyado al virrey Cisneros. El 30 de julio de 1810 la Primera Junta ordenó dar de baja a los oficiales y tropas de Dragones que se hallaban en Montevideo a las órdenes del gobierno realista de esa plaza.
50 soldados del Regimiento de Dragones de Buenos Aires con sus oficiales integraron la primera expedición auxiliadora al Alto Perú, conformando el luego llamado Ejército del Norte.
10 Dragones destacados en las Misiones formaron parte de la Expedición de Belgrano al Paraguay en la División del coronel Tomás de Rocamora. 
Junto con el Regimiento de Infantería de Buenos Aires, el 3 de noviembre de 1810 ambos cuerpos fueron disueltos. Los soldados del Regimiento de Dragones y los Húsares del Rey, se unieron en el nuevo Regimiento de Dragones de la Patria, con 4 escuadrones de 3 compañías cada uno.
Decreto de disolución:

Señor Sargento Mayor de la Plaza: habiendo reflexionado la Junta que los Regimiento de Infantería y Dragones de esta provincia, según el estado escasísimo de fuerza en que se halla no pueden servir de utilidad al servicio, siendo por otra parte muy difícil su reorganización, ha decretado su disolución después de maduro examen y resuelto que los Sargentos, Cabos y Soldados del primero pasen al de América y los del segundo a los Húsares del Rey.

El destino de los oficiales que antes pertenecían a estos cuerpos disueltos será el siguiente: (...) El Coronel del Regimiento de Dragones, D José Ignacio de la Quintana, queda retirado, e igualmente que el Sargento Mayor Agustín Pinedo; el Ayudante Mayor D Juan Manuel Marín; los Tenientes D Antonio Pérez, D Pedro Nolasco García y D Cristobal Minguez y el Alférez D Salvador Moreira. El Capitán D Florencio Nuñez queda retirado, e igualmente que el Sargento Mayor Agustín Pinedo de la Administración de la Estancias del rey. Todos los demás oficiales marcharán al Perú para incorporarse en el nuevo Regimiento, que con el título de Caballería Ligera a resuelto también la Junta formar en la referida expedición, y solamente quedará en esta capital el Capitán D José Palavecino, como capitán Cajero de estos dos últimos años hasta que se liquiden y rindan las cuentas del cuerpo, y D José María Escobar, que hace las funciones de edecán de la Junta.
De todas las tropas destinadas a la Expedición del Perú y nuevas agregaciones que ha habido, se formarán dos regimientos: uno de infantería con la denominación de Regimiento de Infantería 6 y otro de caballería con el título de Caballería Ligera.
Para jefes del primero se ha nombrado (...) Para segundo se ha nombrado al Teniente Coronel D Juan Francisco Borges, por Teniente Coronel, y al Capitán del Real Cuerpo de Artillería Volante, D Toribio de Luzuriaga, por sargento Mayor, debiendo tenerse entendido que todas las tropas que existen en la referida expedición al Perú quedan separadas de los Cuerpos de esta guarnición a que pertenecían, a excepción de las Campañas del Regimiento de Húsares del Rey y del de Castas, pues éstas no estarán en las fuerzas de los nuevos Regimientos y estarán sujetas a sus respectivos Cuerpos a donde han de retirarse cuando convenga.

Todo lo cual prevengo a Vuestra Merced de acuerdo de la Junta, para que lo haga entender en la Orden General de la Plaza.
 Dios guarde a Vuestra Merced.
 Buenos Aires, 3 de noviembre de 1810
 Cornelio Saavedra, Coronel.

## Asamblea de Dragones
Fue un cuerpo independiente del Regimiento de Dragones creado por Pedro de Cevallos en 1766 al llegar dragones veteranos de España para instruir a las milicias de Dragones Provinciales establecidas ese año. Desapareció con las reformas del virrey Juan José de Vértiz y Salcedo entre 1778 y 1779 al ser disuelto el cuerpo de Dragones Provinciales. Sus efectivos pasaron al Regimiento de Dragones y al Cuerpo de Blandengues.